# Trois Places pour le 26
Pour plus de détails, voir Fiche technique et Distribution.
Trois Places pour le 26 est un film français réalisé par Jacques Demy, sorti en 1988.

## Synopsis
Un comédien de music-hall, Yves Montand, revient dans la ville de son adolescence, Marseille, pour préparer le spectacle de sa prochaine tournée internationale. Toutes ses groupies sont en émoi, en particulier Marion, qui ne rêve que de monter sur scène. Lui songe souvent à Mylène, son amour de jeunesse, qu'il a laissé à Marseille pour faire carrière à Paris.

## Fiche technique
- Titre : Trois Places pour le 26
- Réalisation : Jacques Demy, assisté de Patrice Martineau
- Scénario : Jacques Demy
- Musique : Michel Legrand
- Directeur de la photographie : Jean Penzer
- Décors : Bernard Evein
- Costumes : Rosalie Varda
- Chorégraphie : Michael Peters
- Son : André Hervée
- Montage : Sabine Mamou
- Production : Claude Berri ; producteur exécutif, Pierre Grunstein
- Société de production : Renn Productions
- Pays de production :  France
- Format : Couleurs - 2,35:1 - Dolby Stéréo
- Genre : musical
- Durée : 116 minutes
- Date de sortie : 
  - France : 23 novembre 1988

## Distribution
- Yves Montand : Yves Montand
- Mathilda May : « Roxane », Marinette (« Marion ») de Lambert
- Françoise Fabian : Marie-Hélène, baronne Édouard de Lambert (ex-Mylène Le Goff)
- Jean-Claude Bouillaud : le capitaine
- Antoine Bourseiller : Fonteneau
- Christophe Bourseiller : Serge
- Geoffrey Carey : Michael
- Sophie Castel : la réceptionniste
- Katy Varda : Alice
- Marie-Dominique Chayze : Nicole
- Raoul Curet : le directeur de l'hôtel
- Mathieu Demy : Derderian
- Danielle Durou : Mlle Destain
- Patrick Fierry : Toni Fontaine
- Paul Guers : Max Leehman
- Bertrand Lacy : Steve Larsenal
- Catriona MacColl : Betty Miller
- Pierre Maguelon : Marius Ceredo
- Christiane Minazzoli : Mme Simonot
- Carlo Nell : Francis T dit Berlingot
- Jacques Nolot : Marcel Amy
- Jean-Louis Rolland : Émile Audiffred
- Hélène Surgère : le libraire
- Georges Neri : le gardien du port
- Jean-Benoît Terral : le gardien d'hôtel

## Bande originale du film
La musique originale de Trois Places pour le 26 a été publiée en 1988 par Philips (33 tours réf. 836 733-1; CD réf. 836 733-2).

## Appréciation critique
« Demy a retrouvé la sérénité perdue dans la tragédie d'Une chambre en ville. De nouveau, il croit à l'amour heureux, à l'amour toujours. Et l'amour, dans Trois Places pour le 26, est l'affaire de l'âge mûr. Mathilda May, fille étrangement fascinante et fascinée, repousse gentiment les jeunes gens (son amoureux transi fait pâle figure) pour Montand. Elle n'a rien d'une ingénue romantique ou délurée. Elle a conscience de son pouvoir sexuel. Demy n'idéalise plus la sexualité, ce qui était, autrefois, chez lui, une façon d'en camoufler les ambiguïtés. Il dit, il montre, à l'exemple de Montand, qu'elle va de pair avec les sentiments.
L'audace n'est pas esthétique, mais, si l'on veut, morale, chez Montand comme chez Demy, ce qui ne va pas manquer de surprendre. Car enfin, réussir à évoquer Édith Piaf, Marilyn Monroe, Simone Signoret et... le présent sans tomber dans l'exhibitionnisme, c'est tout de même assez culotté. Montand est formidable, sincère en jouant ses souvenirs « vrais », assez faux pour maintenir l'ambiguïté entre le faux et le vrai.
Mais la femme-clé du film, femme selon Jacques Demy et vérité du mythe incarné par Mathilda May, c'est Françoise Fabian, actrice accomplie, séduisante, surprenante, que Montand, ému, médusé, regarde entrer en manteau de vison avec des allures d'impératrice dans un bar de la rue Paradis. »

— Le Monde, 24 novembre 1988

## Autour du film
- Le film est, au générique, « Dédié à Agnès V. » (Agnès Varda).

## Nominations
- César 1989 : meilleure actrice dans un second rôle (Françoise Fabian) et meilleurs décors (Bernard Evein)